# San Cipriano Picentino
San Cipriano Picentino – miejscowość i gmina we Włoszech, w regionie Kampania, w prowincji Salerno.
Według danych na rok 2004 gminę zamieszkiwały 5974 osoby, 351,4 os./km².